# 38-я пехотная дивизия (Российская империя)
38-я пехотная дивизия — пехотное соединение Русской императорской армии.
Штаб дивизии: Кобрин (1903) Брест-Литовск (1914). С 1894 года входила в 19-й армейский корпус.

## История дивизии

### Формирование
Дивизия сформирована 6 ноября 1863 года наряду с 39-й и 40-й пехотными дивизиями из переформированных батальонов бывшей Кавказской резервной дивизии.

### Боевые действия
XIX корпусом командовали генерал Горбатовский (Томашов, Лодзь, Прасныш), Долгов (Шавли, Иллукст) и Веселовский (Фердинандов Нос). В 17-й пехотной дивизии генерала Балуева Бородинский полк (полковник Тумский) прославился победоносным единоборством со 2-й австро-венгерской кавалерийской дивизией при Владимире Волынском, а тарутинцы взяли при Тарнаватке первое знамя в этой войне. Не отставала и 38-я пехотная дивизия, которую генерал Плеве в командование генерала Геруа 1-го считал лучшей дивизией Северного фронта.— Керсновский А. А. История Русской армии
Летом 1915 года в составе 5-й армии дивизия действовала в Прибалтике.
В 1916 году части дивизии активно участвовали в минно-подземной борьбе под Иллукстом.
В кампании 1917 года отличился батальон смерти дивизии, к началу Рижской операции насчитывавший 1867 нижних чинов при 56 офицерах.

## Состав дивизии
- 1-я бригада (1903: Кобрин; 1913: Брест-Литовск)
  - 149-й пехотный Черноморский полк
  - 150-й пехотный Таманский полк
- 2-я бригада (1903: Бела; 1913: Брест-Литовск)
  - 151-й пехотный Пятигорский полк
  - 152-й пехотный Владикавказский генерала Ермолова полк
- 38-я артиллерийская бригада (Михайловский штаб в 6 верстах от Пружан)
- Весной 1917 г. сформирован батальон смерти[6].

## Командование дивизии
(Командующий в дореволюционной терминологии означал временно исполняющего обязанности начальника или командира. Должности начальника дивизии соответствовал чин генерал-лейтенанта, и при назначении на эту должность генерал-майоров они оставались командующими до момента своего производства в генерал-лейтенанты).

### Начальники дивизии
- 06.11.1863 — 17.02.1865 — генерал-лейтенант Ольшевский, Мелентий Яковлевич
- 17.02.1865 — 06.03.1868 — командующий генерал-майор Радецкий, Фёдор Фёдорович
- 06.03.1868 — 25.03.1869 — командующий генерал-майор Свечин, Александр Алексеевич
- 25.03.1869 — 16.04.1878 — генерал-майор (с 30.08.1876 генерал-лейтенант) Тергукасов, Арзас Артемьевич
- 16.04.1878 — 31.03.1881 — генерал-лейтенант Мерхилевич, Александр Венедиктович
- 31.03.1881 — 09.02.1886[7] — генерал-майор (с 30.08.1881 генерал-лейтенант) Яновский, Василий Иванович
- 09.02.1886 — 17.09.1894 — генерал-майор (с 30.08.1886 генерал-лейтенант) Гурчин, Александр Викентьевич
- 09.10.1894 — 24.10.1900 — генерал-майор (с 14.05.1896 генерал-лейтенант) Крюков, Григорий Васильевич
- 05.12.1900 — 16.05.1905 — генерал-лейтенант Ильинский, Виктор Фёдорович
  - 24.06.1903 — 04.09.1903 — временный командующий генерал-лейтенант Туманов, Николай Евсеевич
- 16.05.1905 — 11.03.1912 — генерал-майор (с 06.12.1906 генерал-лейтенант) Грек, Виктор Константинович
- 11.03.1912 — 13.05.1915 — генерал-лейтенант Прасалов, Владимир Порфирьевич
- 13.05.1915 — 10.10.1915 — командующий генерал-майор Туров, Пётр Николаевич
- 10.10.1915 — 31.10.1916 — командующий генерал-майор Геруа, Александр Владимирович
- 07.11.1916 — 17.01.1917 — командующий генерал-майор Довбор-Мусницкий, Иосиф Романович
- 24.01.1917 — 19.06.1917 — командующий генерал-майор Буковский, Александр Петрович
- 24.06.1917 — хх.хх.1918 — командующий генерал-майор Байков, Лев Львович

### Начальники штаба
- 06.11.1863 — 12.02.1867 — подполковник (с 30.08.1865 полковник) Цытович, Эраст Степанович
- 27.02.1867 — 16.04.1867 — подполковник Разгонов, Николай Иосифович
- хх.хх.1867 — 23.12.1872 — подполковник (с 30.08.1869 полковник) Гудим, Александр Яковлевич
- 16.02.1873 — 03.03.1876[8] — полковник Циклауров, Александр Григорьевич
- 16.03.1876 — 27.11.1876 — полковник Леневич, Илья Петрович
- 03.12.1876 — хх.хх.1878 — полковник Баранов, Осип Гаврилович
- хх.хх.1879 — хх.12.1881 — полковник Бахмутов, Антон Константинович
- хх.12.1881 — 07.12.1885 — полковник Хотовицкий, Константин Степанович
- 07.12.1885 — 01.07.1886 — полковник Михайлов, Николай Григорьевич
- 01.07.1886 — 31.05.1890 — полковник Попов, Иван Васильевич
- 31.05.1890 — 25.11.1891 — полковник Сандецкий, Александр Генрихович
- 25.11.1891 — 30.01.1892 — полковник Черёмушкин, Михаил Тимофеевич
- 24.02.1892 — 29.10.1892 — полковник Морозов, Фаддей Андреевич
- 29.10.1892 — 22.08.1894 — полковник Свидзинский, Эдмунд-Леопольд Фердинандович
- 22.08.1894 — 26.03.1898 — полковник Войшин-Мурдас-Жилинский, Ипполит Паулинович
- 02.04.1898 — 22.05.1901 — полковник Никулин, Михаил Александрович
- 11.07.1901 — 07.02.1904 — подполковник (с 14.04.1902 полковник) Братанов, Василий Николаевич
- 23.03.1904 — 29.11.1907 — подполковник (с 06.12.1904 полковник) Сушков, Владимир Николаевич
- 21.12.1907 — 26.04.1913 — полковник Шеманский, Анатолий Дмитриевич
- 21.06.1913 — 05.07.1915 — полковник Агапеев, Всеволод Николаевич
- 06.08.1915 — 01.01.1916 — полковник Соколов, Николай Михайлович
- 19.01.1916 — 01.07.1917 — полковник Нидермиллер, Александр-Эдуард Георгиевич
- 27.07.1917 — 24.08.1917 — подполковник Сухов, Василий Гаврилович
- 28.08.1917 — 17.12.1917[9] — полковник (с 21.11.1917 генерал-майор) Седачёв, Владимир Константинович
- в 1917[10] — штабс-капитан (с 14.09.1917 капитан) Сандер, Александр Иосифович (и. д.?)

### Командиры 1-й бригады
В период с 28 марта 1857 по 30 августа 1873 должности бригадных командиров были упразднены.
После начала Первой мировой войны в дивизии была оставлена должность только одного бригадного командира, именовавшегося командиром бригады 38-й пехотной дивизии.
- 30.08.1873 — 16.04.1878 — генерал-майор Мерхилевич, Александр Венедиктович[11]
- 22.05.1878 — 12.12.1880 — генерал-майор Трейтер, Василий Васильевич
- 12.12.1880 — 03.06.1888 — генерал-майор Краевич, Пётр Дмитриевич
- 03.06.1888 — 31.01.1894 — генерал-майор Фрейер, Иван Людвигович
- 26.02.1894 — 30.01.1897 — генерал-майор Сергеевский, Владимир Владимирович
- 30.01.1897 — 06.03.1900 — генерал-майор Фёдоров, Алексей Васильевич
- 16.03.1900 — 29.09.1903 — генерал-майор Шерфер, Николай Николаевич
- 29.09.1903 — 11.10.1904 — генерал-майор Закржевский, Николай Иосифович
- 21.06.1905 — 11.03.1906 — генерал-майор Вольский, Сигизмунд Викторович
- 18.05.1906 — 16.12.1906 — генерал-майор Пржецлавский, Александр Северинович
- 21.12.1906 — 13.12.1908 — генерал-майор Мясоедов, Владимир Алексеевич
- 15.01.1909 — 09.07.1910 — генерал-майор Некрашевич, Георгий Михайлович
- 09.07.1910 — 07.04.1911 — генерал-майор Богацкий, Адам Иванович
- 08.04.1911 — 09.10.1915 — генерал-майор Бем, Михаил Антонович
- 09.10.1915 — 15.03.1916 — полковник (с 21.10.1915 генерал-майор) Иностранцев, Михаил Александрович
- 20.04.1916 — 29.01.1917 — полковник (с 16.07.1916 генерал-майор) Чистяков, Иван Дмитриевич
- 13.02.1917 — 26.02.1917 — генерал-майор Колен, Константин Константинович
- 26.02.1917 — 25.04.1917 — командующий полковник Литот-Лотоцкий, Яков Николаевич
- 19.05.1917 — хх.хх.хххх — командующий полковник Жуков, Фёдор Владимирович

### Командиры 2-й бригады
- 30.08.1873 — 18.02.1878 — генерал-майор Кузьминский, Павел Васильевич
- 18.02.1878 — 15.11.1878 — генерал-майор Комаров, Константин Виссарионович
- хх.11.1878 — хх.хх.1880 — генерал-майор Иванов, Афанасий Иванович
- 25.03.1880 — 20.12.1884 — генерал-майор Коханов, Семён Васильевич (младший)
- 20.12.1884 — 27.02.1887 — генерал-майор Маскальцев, Дмитрий Тимофеевич
- 12.03.1887 — 08.01.1897 — генерал-майор Савицкий, Людвиг Фёдорович
- 30.01.1897 — 09.02.1900 — генерал-майор Сергеевский, Владимир Владимирович
- 16.03.1900 — 21.06.1905 — генерал-майор Газенкампф, Иван Александрович
- 21.06.1905 — 24.12.1908 — генерал-майор Заковенкин, Павел Тимофеевич
- 15.01.1909 — 12.01.1912 — генерал-майор Мельников, Пётр Иванович
- 20.02.1912 — 19.04.1914 — генерал-майор Штегельман, Михаил Иванович

### Помощники начальника дивизии
В период с 28 марта 1857 года по 30 августа 1873 года помощники начальника дивизии фактически являлись бригадными командирами.
- 06.11.1863 — 17.02.1865 — генерал-майор Васмунд, Роберт Карлович
- 06.08.1865 — 07.05.1866 — генерал-майор Девель, Фёдор Данилович
- 07.05.1866 — хх.хх.1868 — генерал-майор Суходольский, Владимир Николаевич
- 31.08.1868 — 30.08.1873[12]— генерал-майор Мерхилевич, Александр Венедиктович

### Командиры 38-й артиллерийской бригады
Бригада сформирована на Кавказе 24 апреля 1864 г. наряду с 39-й и 40-й артиллерийскими бригадами.
До 1875 г. должности командира артиллерийской бригады соответствовал чин полковника, а с 17 августа 1875 г. - чин генерал-майора.
- 13.05.1864 — 30.05.1870[15] — генерал-майор Тигерстедт, Аксель Фёдорович
- 21.06.1870 — после 15.03.1872[16] — полковник Томилов, Андрей Николаевич
- хх.04.1872 — 14.12.1873 — полковник Проскуряков, Фёдор Дмитриевич
- 14.12.1873 — хх.03.1878[17] — полковник Куликовский, Иван Павлович
- 08.04.1878 — хх.хх.1879 — генерал-майор Веверн, Вильгельм Адольфович
- 02.02.1879 — 25.03.1880 — генерал-майор Коханов, Семён Васильевич (младший)
- 19.05.1880 — 17.11.1884 — полковник (с 15.05.1883 генерал-майор) Галафеев, Иван Вениаминович
- 17.11.1884 — 07.10.1893 — генерал-майор Плазовский, Антон Николаевич
- 07.10.1893 — 07.05.1897[18] — генерал-майор Моравский, Антон Львович
- 11.06.1897 — 14.06.1899 — генерал-майор Коптев, Николай Аркадьевич
- 14.06.1899 — 27.02.1904 — полковник (с 06.12.1899 генерал-майор) Розов, Николай Михайлович
- 03.03.1904 — 27.11.1904 — командующий полковник Коренев, Константин Фёдорович
- 06.12.1906 — 25.07.1910 — полковник (с 31.05.1907 генерал-майор) Грегорович, Андрей Львович
- 25.07.1910 — 01.08.1911 — генерал-майор Муратов, Семён Дмитриевич
- 01.08.1911 — 07.05.1915 — генерал-майор Фуфаевский, Сергей Леонидович
- 18.05.1915 — после 01.01.1917 — полковник (с 27.06.1915 генерал-майор) Фёдоров, Анатолий Семёнович